# Trzeci Nefi
Trzeci Nefi [3 Ne] –  w religii mormońskiej Księga wchodząca w skład Księgi Mormona umiejscowiona między Księgą Helamana, a Czwartym Nefim. Jej pełny tytuł to: Trzeci Nefi, Księga Nefiego, syna Nefiego, który był Synem Helamana. Księga składa się z 29 rozdziałów i zdaniem mormonów jest autorstwa Nefiego, syna Nefiego, który był synem Helamana, rzekomo opisującego lata od 1 roku p.n.e. do 35 roku n.e.

## Opis księgi
1. W pierwszym rozdziale opisane są znaki jakie ukazały się nad kontynentem amerykańskim w dniu narodzenia Chrystusa.
2. Opis nawrócenia Lamanitów, którzy zaraz po tym akcie "ich skóra stała się biała jak u Nefitów" i zostali nazwani Nefitami[a].
3. Rozdziały 3–4 opisują walki Nefitów ze spiskowcami.
4. W 5 rozdziale Mormon spisuje w ok. 21 r. dzieje ludu.
5. W rozdziałach 6–7 ukazane jest ponowne zepsucie Nefitów na skutek skłonności do bogactw. Ostatecznie Nefici dzielą się na plemiona.
6. W rozdziałach 8–10 zostały opisane zjawiska jakie miały miejsce w dniu ukrzyżowania Jezusa.
7. W rozdziałach 11–27 ukazane jest przybycie Jezusa do kraju Nefitów.
8. w 28 rozdziale jest mowa o Trzech Nefitach, którzy mieli nie zaznać śmierci.
9. W ostatnim rozdziale jest podkreślone, że moment znalezienia kronik na wzgórzu Kumorah będzie znakiem czasów ostatecznych.

## Krytyka
Krytycy Księgi Mormona zwracają uwagę na następujące kwestie:
1. Trzeci Nefi podaje rok 1 jako czas przyjścia Jezusa na świat, podczas gdy bibliści określają 6–4 rok p.n.e.
2. Nefici podobnie jak biblijni Izraelici dzielą się na plemiona[b].
3. Chrystus zaraz po swoim Wniebowstąpieniu (które zdaniem mormonów miało miejsce w 34 r.) chrzci Nefitów w Ameryce[c].
4. 11 rozdział zawiera wersety które odpowiadają treściom zawartym w Biblii. Zdaniem teologów katolickich zostały one przepisane z Biblii jako dosłowne cytaty.
5. Jezus oficjalnie nadaje Nefitom Amerykę w posiadanie[d].
6. 24 Rozdział Nefiego jest zdaniem niektórych powtórzeniem 3 Rozdziału Księgi Malachiasza.